# Henize 3-1475
Henize 3-1475 – mgławica protoplanetarna znajdująca się w gwiazdozbiorze Strzelca w odległości około 18 000 lat świetlnych. Mgławica ta ma kształt spłaszczonej litery S i wyglądem przypomina zraszacz ogrodowy i tak jest także czasami nazywana. W mgławicy Henize 3-1475 wykryto emisje promieniowania rentgenowskiego.
Gwiazda znajdująca się w centrum mgławicy jest 12 000 razy jaśniejsza od Słońca, a jej masa wynosi 3 do 5 M☉. Odrzuca ona swoje zewnętrzne warstwy z prędkością dochodzącą do około 4 milionów km/h, największą z dotąd zmierzonych. Prowadzone badania sugerują, że kształt i prędkość odrzucanej materii są wynikiem wykonywania przez gwiazdę centralną pełnego obiegu wokół swojej osi obrotu raz na 1500 lat. W ten sposób powstał kształt przypominający wolno obracający się zraszacz ogrodowy.